# Лісківка (Березівський повіт)
Лісківка (пол. Laskówka) — село в Польщі, у гміні Динів Ряшівського повіту Підкарпатського воєводства. Розташоване на Закерзонні, у південно-східній частині Польщі приблизно за 4 км на північ від Динова і за 25 км на південний схід від воєводського центру Ряшів за 2 км від Сяну.
Населення — 421 особа (2011).

## Історія
1880 року з 687 мешканців 161 був римо-католиком, а 526 належали до греко-католицької парафії в Бахорі.
Село знаходиться на заході Надсяння і внаслідок нацистської політики польської влади зазнало інтенсивної латинізації та полонізації. На 1936 р. рештки українського населення становили 130 осіб, які належали до греко-католицької парафії Бахір Динівського деканату Перемишльської єпархії (у 1934—1947 рр. Апостольської адміністрації Лемківщини).
На 01.01.1939 в селі було 980 жителів, з них 140 українців, 830 поляків і 10 євреїв.
Після Другої світової війни українське населення було піддане етноциду. Частина переселена на територію СРСР в 1946 році (46 осіб — 9 родин). Українці, яким вдалось уникнути виселення (54 особи), в 1947 році між 10 і 15 травня під час Операції Вісла були депортовані на понімецьку територію північної Польщі.
У 1975-1998 роках село належало до Перемишльського воєводства.

## Демографія
Демографічна структура станом на 31 березня 2011 року:
|          | Загалом | Допрацездатний вік | Працездатний вік | Постпрацездатний вік |
| -------- | ------- | ------------------ | ---------------- | -------------------- |
| Чоловіки | 229     | 37                 | 163              | 29                   |
| Жінки    | 192     | 41                 | 94               | 57                   |
| Разом    | 421     | 78                 | 257              | 86                   |